# Espagne au Concours Eurovision de la chanson 1974
L'Espagne a participé au Concours Eurovision de la chanson 1974 le 6 avril à Brighton (Angleterre), au Royaume-Uni. C'est la 14e participation espagnole au Concours Eurovision de la chanson.
Le pays est représenté par le chanteur Peret et la chanson Canta y sé feliz, sélectionnés en interne par la TVE.

## Sélection interne
Le radiodiffuseur espagnol, la Televisión Española (TVE), choisit en interne l'artiste et la chanson représentant l'Espagne au Concours Eurovision de la chanson 1974.
| Ordre | Artiste | Chanson          | Langue   |
| ----- | ------- | ---------------- | -------- |
| 1     | Peret   | Canta y sé feliz | Espagnol |

Lors de cette sélection, c'est la chanson Canta y sé feliz, écrite, composée et interprétée par Peret, de son vrai nom Pedro Pubill Calaf, qui fut choisie. Le chef d'orchestre sélectionné pour l'Espagne à l'Eurovision 1974 est Rafael de Ibarbia Serra.

## À l'Eurovision
Chaque pays a un jury de dix personnes. Chaque juré attribue un point à sa chanson préférée.

### Points attribués par l'Espagne
| 2 points | Irlande Italie Monaco                 |
| 1 point  | Luxembourg Portugal Suède Yougoslavie |

### Points attribués à l'Espagne
| 10 points | 9 points | 8 points | 7 points             | 6 points                            |
| --------- | -------- | -------- | -------------------- | ----------------------------------- |
|           |          |          |                      |                                     |
| 5 points  | 4 points | 3 points | 2 points             | 1 point                             |
|           |          | - Monaco | - Norvège - Portugal | - Allemagne - Luxembourg - Pays-Bas |

Peret interprète Canta y sé feliz en 3e position lors de la soirée du concours, suivant le Royaume-Uni et précédant la Norvège.
Au terme du vote final, l'Espagne termine 9e — à égalité avec la Belgique — sur 17 pays participants, ayant reçu 10 points au total,.